# Acqualagna
Acqualagna és un municipi d'Itàlia. Pertany a la província de Pesaro i Urbino, a la regió de Marka. El municipi té 4.412 habitants, repartits en una superfície de 50,69 quilòmetres quadrats.

## Poblacions properes
Acqualagna limita amb els següents municipis:
- Cagli
- Urbania
- Urbino
- Piobbico
- Fermignano